# قتل الأم

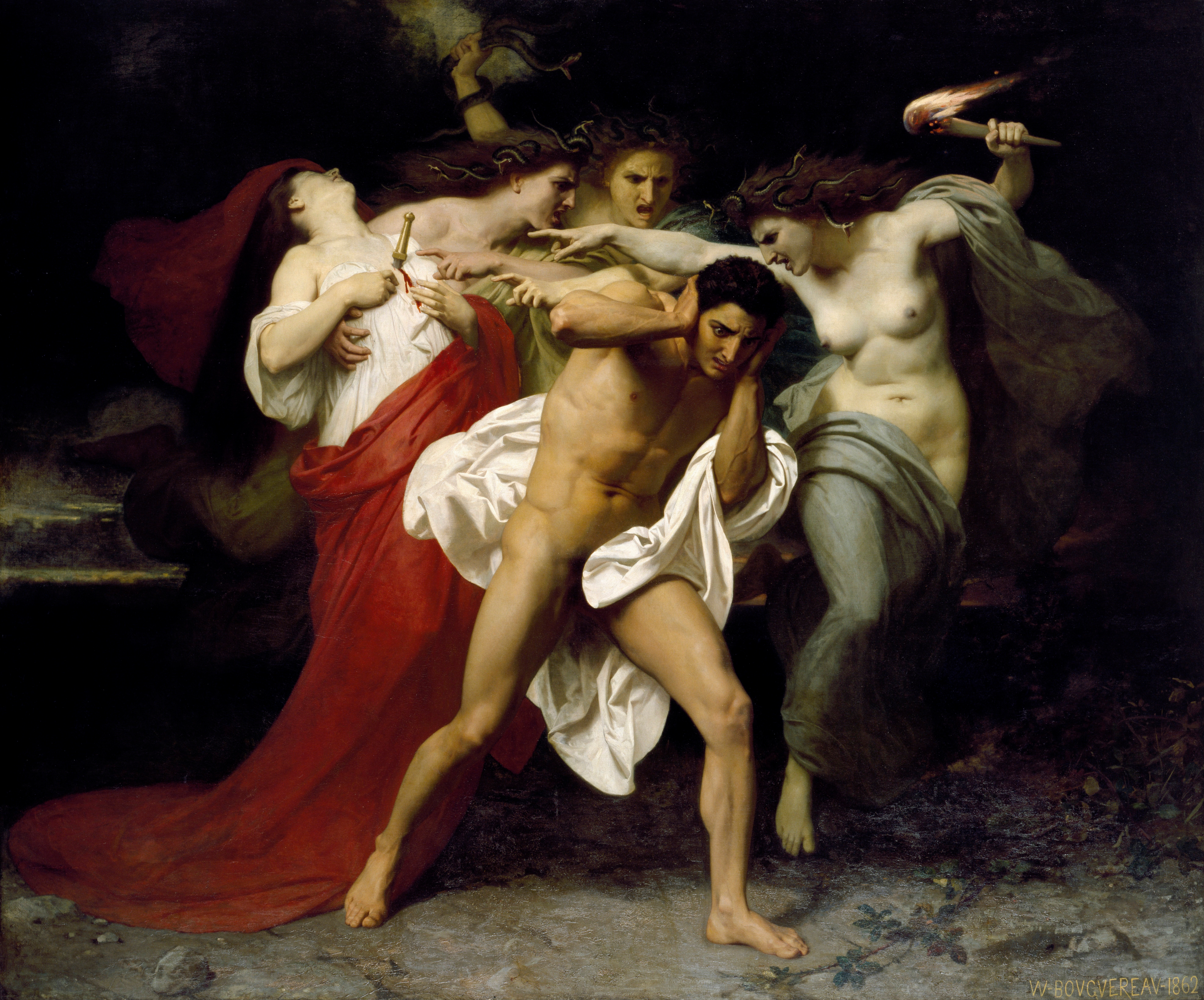

قتل الأم (Matricide) هو أن يقدم المرء على قتل أمه.

## جرائم قتل أمهات معروفة أو مشكوك بحدوثها
- أُغرقت أماستريس، أميرة هيراكليا، بواسطة ولديها في عام 284 قبل الميلاد.
- أغتيلت كليوباترا الثالثة المصرية في عام 101 قبل الميلاد بأمر من ابنها، بطليموس العاشر، بسبب تآمرها.
- أمر حاكم مصر، بطليموس الحادي عشر، بتقل زوجته برنيكي الثالثة بعد فترة وجيزة من زواجهما في عام 80 قبل الميلاد. وقد كانت برنيكي أيضا زوجة أبيه، أو لعلها كانت أمه.
- في عام 59 م، يقال أن الإمبراطور الروماني نيرو أمر بقتل أمه أغريبينا الصغرى، بزعم أنها كانت تتآمر ضده.

•	قتلت ماري آن لامب، وهي الأخت المريضة عقليا للكاتب تشارلز لامب، أمهما غير الشرعية أثناء نوبة هوس في عام 1796.
- أُعدم سدني هاري فوكس، وهو رجل بريطاني، في عام 1930 بسبب قتله أمه ليحصل على تأمينها.
- في معركة أوكيناوا، في عام 1945، هناك روايات تقول أن الأوكيانيين قتلوا أمهاتهم لحمايتهن من الإمساك بهن، اغتصابهن، تعذيبهن، و/أو قتلهن من قِبل القوات الأمريكية.[1]
- قضية جريمة قتل باركر-هيولم لعام 1945. أُرخت هذه القضية في فيلم مخلوقات سماوية Heavenly Creatures عام 1994.
- قتل جاك جيلبرت غراهام أمه و43 شخصا آخرا بزرع قنبلة ديناميت في حقيبة سفر أمه، والتي حُمِّلت لاحقا على متن رحلة رقم 692 لشركة طيران يونايتد في عام 1955.
- قتل هنري لي لوكاس أمه في عام 1960 بطعنها في رقبتها.
- قتل تشارلز ويتمان أمه وزوجته قبل أن ينخرط في فورة قتل في جامعة تيكساس بأوستن، حيث قتل 14 شخصا وجرح 31 آخرين، وذلك كجزء من عملية إطلاق نار من مبنى المراقبة الخاص بمبنى الجامعة الإداري المكون من 32 طابقا في الأول من أغسطس 1966. وقد أطلق عليه النار في النهاية وقُتل على يد شرطة أوستن.
- قتل جوم لِست أمه وزوجته وأبناءه الثلاثة في التاسع من نوفمبر 1971، مما جعله مرتكبا لجريمتي قتل أبناء وقتل زوجة أيضا. هرب لست لمدة 18 عاما. وقُبض عليه في الأول من يونيو 1989 بعدما أذيعت حلقة برنامج أهم المطلوبين في أمريكا. وفي 1 مايو 1990، حُكم عليه بخمسة أحكام مؤبد.
- قتل أنتوني بيكيلاند أمه، باربارا دالي بيكيلاند في 11 نوفمبر 1972، وذلك في منزلها الفاره في لندن. وكانت قد أرغمته كما يزعم على أن يمارس الجنس معها من أجل أن يستشفي من مثليته الجنسية. هناك كتاب وفيلم باسم نعمة وحشية Savage Grace عن هذه الحادثة.
- ضرب القاتل المتسلسل إدموند كيمبر أمه حتى الموت وقتل معها صديقتها في عام 1973 قبل أن يسلم نفسه للشرطة. وكان قدر ارتكب سابقا نصف درزينة من جرائم القتل. كان كيمبر قد أوذي نفسيا بواسطة أمه المستبدة أثناء شبابه.
- قتل رونالد ديفيو الابن والديه الاثنين وأربعة من أخوته فيما عرف لاحقا بمنزل أمتيفايل المرعب (1974).
- ضرب برافورد بيشوب أمه وزوجته وأولاده الثلاثة حتى الموت في عام 1976. وقد وجهت إليه تهمة القتل، ولا يزال طليقا.
- قام جيم جوردون، وهو موسيقار كان يعزف على الطبول مع فرقة إيريك كلابتون «ديريك آند دومينوس»، بضرب أمه بمطرقة ثم طعنها حتى الموت بسكين جزار في عام 1983. وفي مايو 1984 حكم عليه بالسجن 60 عاما.
- قتل كامبو الياس ديلغادو أمه و28 آخرين في فورة قتل انتهت بوفاته عام 1986.
- ضُربت سوزان كابوت، وهي ممثلة من خمسينات القرن العشرين، حتى الموت في عام 1986 في منزلها بهوليوود بواسطة ابنها تيموثي رومان. وقد أدين بجريمة القتل غير العمد.
- قتل بيتر لوندين أمه في عام 1991 بنورث كارولينا. بعدما قضى عقوبة سجنه، انتقل إلى الدنمارك حيث قتل خليلته وطفليها.

- حُكم على الأخويان مينينديز في جلسة مشهورة في يوليو لعام 1996 لقتلهم لوالديهم برشاش في عام 1989.
- طعن برت ريدر، صبي يبلغ من العمر 15 عامًا يسكن في مدينة أوماها (نبراسكا)، والدته حتى وفاتها المنية خلال نزاع بينهما في 1993. قضت المحكمة بارتكابه لجريمة القتل غير العمد ونفذ الحكم بحبسه من 11 إلى 20 سنة. في 1996، كتبت أخته الكبرى أليسا ريدر في تحقيق خاص بقناة إتش بي أو: «برت قتل أمي: يوميات أخت»، وصرحت بأنهم كانوا يعانون لسنوات من الإساءة اللفظية والجسدية من والدتهم. وأُطلق سراح برت في 1999.
- انتظر أرون براون، فتى من ولاية إنديانا الأمريكية يبلغ من العمر 16 عامًا، عودة والديه بسلاحه البندقية في إحدى الليالي، بمجرد دخول أمه المنزل أطلق عليها الرصاص. وأطلق كذلك على زوج أمه. وارتكب أرون تلك الجرائم في 1994، وهو حاليا ما زال يقضي حكم بفترتين بالسجن المؤبد بمصلحة السجون بإنديانا في ميشغان سيتي.
- قتل لوك وودهام، مواطن بمدنية مسيسبي الأمريكية، أمه في يونيو 1997 قبل أن يقتل اثنان من مواطنين آخرين ويصيب سبعة آخران في عملية لإطلاق النار بمدرسة بريل الثانوية.  وما زال يقضي عقوبته بالسجن المؤبد في إصلاحية ولاية مسيسبي.
- أُدين كيب كينكل (1982 -)، فتى من ولاية أوريغون، بقتل والديه فضلا عن قتله لاثنين من الطلاب بمدرسته في 20 مايو 1998.
- قتلت د. كاثلين هيغن طبيبة أمراض بولية، والديها في أغسطس 2000 وأخذت حكم بالبراءة بناء على جنونها.
- قتل يوكيو يامايجي، صبي يبلغ من العمر 16 يعيش في اليابان، أمه في عام 2000. وبعد إطلاق سراحه اغتصب وقتل امرأة وأخته في 2005. وأُعدم شنقًا في 2009.
- قتلت ناعومي كوماوتو، تبلغ من العمر 19، أمها في عام 2009.
- يُقال بأن حاكم دولة نبيال ديبندرا (1971-2001) ذبح معظم عائلته في عشاء ملكي في يونيو 2001 بما فيهم أمه الملكة أيشواريا وأبوه وأخوه وأخته.
- قتل ناثان يبنيز، من مدينة كولورادو الأمريكية، أمه في يونيو 1998.
- قتلت اريكا دي ناردو أمها وأخوها في 2001. للمزيد تابع  Novi Ligure Murder.
- قتل سيف جونزاليس، من أستراليا، والديه وأخته في 2001.
- اتهمت سارا ماري جونسون (1987-) من مدينة أيداهو بقتل والديها في صباح يوم 2 سبتمبر 2003.
- قتل دانيال باتريك والدته في 2007.
- بدأ مايكل كينيث ماكليندون بارتكاب مذبحة في مقاطعة جينيفا بقتله لوالدته في منزلهم في مدينة ألباما.
- أُدينت كل من جاسميا وتاسميا كانيشا وايتهيد من مواليد 27 نوفمبر 1993 وهن تؤام بارتكابهن بقتلهن والدتهن التي تدعى نيكي وايتهيد.[2]
- تايلر هادلي الذي اتهم بقتل والديه بشاكوش في 2001 وحُكم عليه بسجن المؤبد.
- اعترف جوزيف نيرونو بقتل والدته بطعنها عدة مرات في 2 أبريل 2012.[3]
- ارتكب نواه روماندو، من مدينة فيرجينا، جريمة بقتله لأمه وأخواته وانتحر في أغسطس 2012.
- ضرب آدم لانزا في مذبحة مدرسة ساندي هوك الابتدائية أمه بالرصاص بجانب 20 طفلًا و6 بالغين ثم انتحر في 14 ديسمبر 2012.[4]
- جريمة كفيسيل في أكتوبر 2014: أُدينت ليزا بورش 15 عاما هولندية الجنسية وخليلها العراقي باهتير محمد عبد الله  بارتكاب جريمة قتل لوالدة ليزا أثناء نومها.

## جرائم قتل الأم في الأعمال الفنية

### في الأفلام
في فيلم ألفريد هيتشكوك المشهور يدعي سايكو (Psycho) ، أحداث الفيلم وما تباعه من أفلام ومسلسلات لشخصية نورمان بيتس الذي له علاقة بمقتل أمه وحبيبها.

### في الرسوم المتحركة
في (Diabolik Lovers) ، تحث الأم الشخصيات الرئيسة لكي يقتلوها.

## أنظر أيضا
- جينيفر بان